# Crystal (Colorado)
Pour les articles homonymes, voir Crystal.
Crystal est une ville fantôme du comté de Gunnison, dans le Colorado, aux États-Unis, en amont de la Crystal River.
L'exploitation minière y commence dans les années 1860 et produit de l'argent, du plomb, du cuivre, du fer et du zinc.

La population atteint plus de 400 résidents puis décline et ne compte plus que 8 personnes en 1915.
La région reste fréquentée en été pour la pêche à la truite, la chasse au cerf et au wapiti, la randonnée et le VTT.

On n'y accède qu'en 4x4, par deux routes dangereuses, à partir de Marble ou à partir de Crested Buttle par le col de Schofield Pass.

Environs de Crystal
Crystal Mill, station de compression construite à la fin du XIXe siècle.
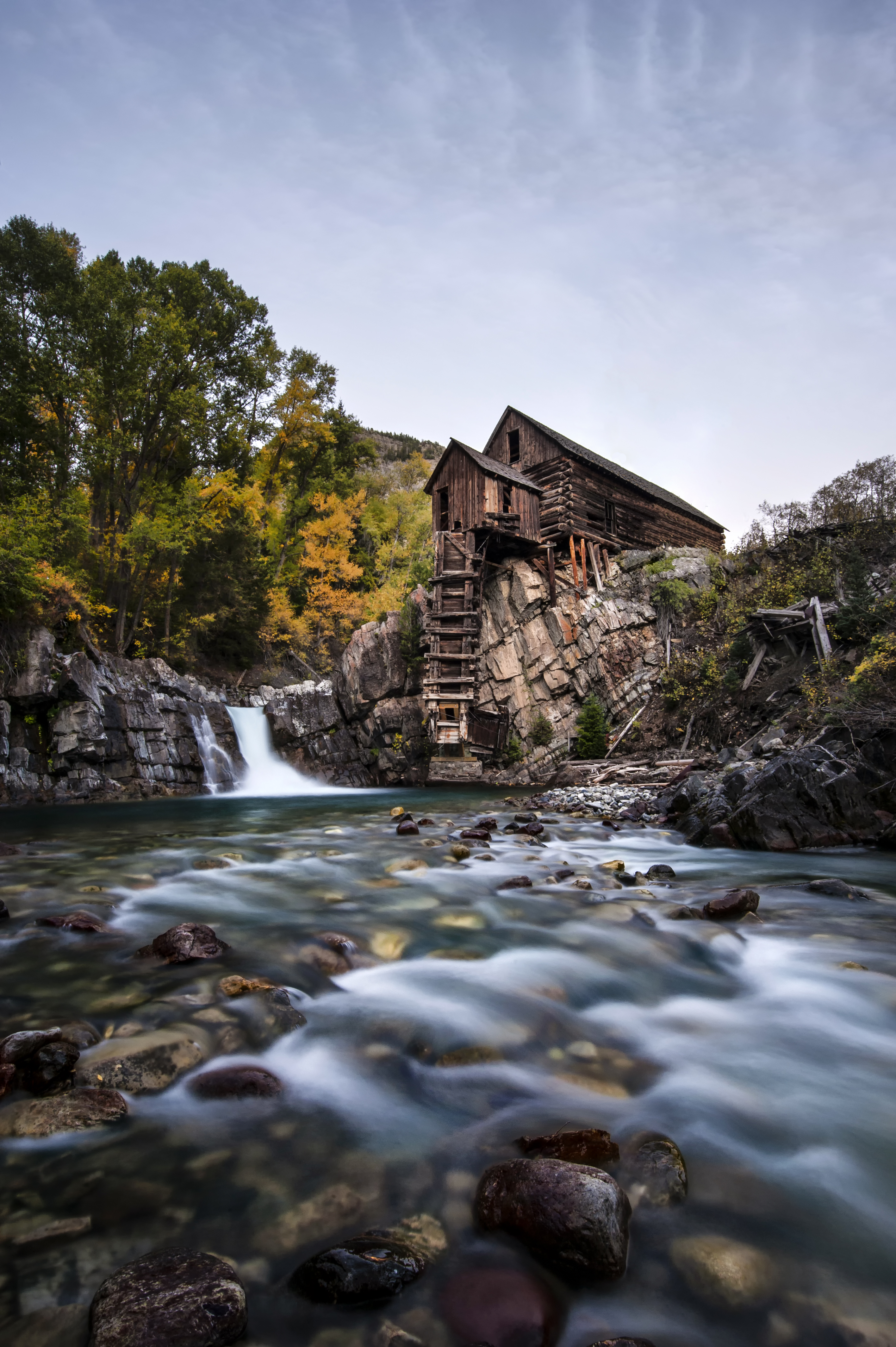
En aval de Crystal Mill.
La Crystal River près de Marble.